# Edinburgh Rugby Stadium
Edinburgh Rugby Stadium è un impianto britannico di rugby a 15 che si trova a Edimburgo, capitale della Scozia.
Completato il 16 febbraio del 2021, sorge in adiacenza al più grande stadio di Murrayfield, casa della nazionale scozzese, e ospita le partite casalinghe della franchigia dell'Edinburgh Rugby. L'impianto ha una capacità di 7 800 spettatori di cui 5 800 seduti.
Per esigenze di sponsorizzazione è noto anche come DAM Health Stadium dal nome della compagnia DAM Health che ha acquisito i diritti di naming dell'impianto tramite accordo quinquennale.
La prima partita giocata nell'impianto è stata un'amichevole prestagionale dello United Rugby Championship tra l'Edimburgo e i Newcastle Falcons l'11 settembre 2021.